# Turné 2013: Banditi di Praga po 30 letech
Turné 2013: Banditi di Praga po 30 letech bylo koncertní turné české rockové skupiny Kabát. Skupina odehrála turné ve spolupráci s big bandem pod vedením Martina Kumžáka. Celé turné kromě jednoho koncertu pod širým nebem v Teplicích bylo halové. Celá scéna turné, které se jmenovala Banditi di Praga po 30 letech, byla pojata ve stylu 30. let a designu klubů a kabaretů z té doby. Big band se ke kapele vždy připojil přibližně v polovině koncertu a zároveň s ním se odhalila také celá scéna, kterou doplňovaly tanečnice.

## Setlist

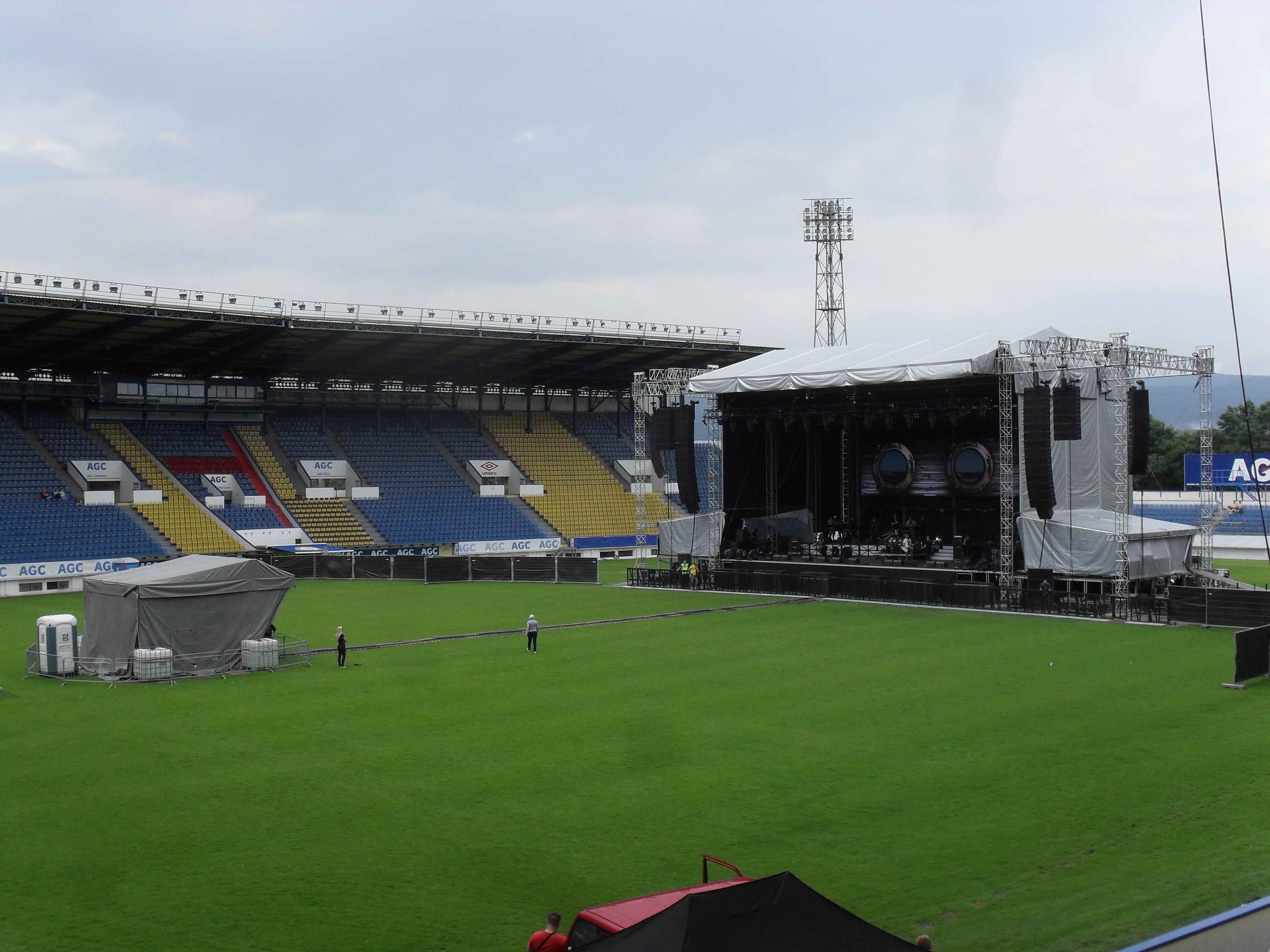
Připravené pódium pro teplický koncert skupiny Kabát a Big bandu.

1. V pekle sudy válej
2. Na sever
3. Shořel náš dům
4. Už mě bijou
5. Don Pedro von Poltergeist
6. Sem klidnej
7. Králíci
8. Já si kopu vlastní hrob
9. Raci v práci (s.r.o.)
10. Mravenci
11. Lady Lane
12. Joy
13. Bum bum tequila
14. Všechno bude jako dřív
15. Moderní děvče

## Turné v datech
| Datum           | Město      | Stát      | Místo                 |
| --------------- | ---------- | --------- | --------------------- |
| 24. dubna 2013  | Pardubice  | Česko     | ČSOB pojišťovna ARENA |
| 27. dubna 2013  | Olomouc    | Česko     | Zimní stadion Olomouc |
| 30. dubna 2013  | Ostrava    | Česko     | Ostravar Aréna        |
| 2. května 2013  | Košice     | Slovensko | Steel Aréna           |
| 4. května 2013  | Zvolen     | Slovensko | Zimní stadion         |
| 7. května 2013  | Bratislava | Slovensko | Incheba               |
| 9. května 2013  | Brno       | Česko     | Brněnské výstaviště   |
| 11. května 2013 | Plzeň      | Česko     | Home Monitoring Aréna |
| 14. května 2013 | Praha      | Česko     | O2 Arena              |
| 8. června 2013  | Teplice    | Česko     | Stadion Na Stínadlech |

## Sestava
Kabát
- Josef Vojtek – zpěv, kytara, harmonika
- Milan Špalek – baskytara, kytara, doprovodný zpěv, zpěv
- Ota Váňa – kytara, banjo, doprovodný zpěv
- Tomáš Krulich – kytara, baskytara, doprovodný zpěv
- Radek „Hurvajs“ Hurčík – bicí, doprovodný zpěv